# St Breock
St Breock – wieś w Anglii, w Kornwalii. Leży 66 km na północny wschód od miasta Penzance i 349 km na zachód od Londynu. W 2001 miejscowość liczyła 703 mieszkańców.